# ホテルオークラ東京
株式会社ホテルオークラ東京（ホテルオークラとうきょう）は、東京都港区虎ノ門二丁目にある高級ホテル「The Okura Tokyo」を運営する株式会社ホテルオークラの連結子会社。
ホテルオークラは、帝国ホテル東京、ホテルニューオータニとともに、ホテルの「御三家」の一つと称される名門ホテルである。

## 歴史
現在の港区虎ノ門二丁目のあたる江戸見坂、霊南坂、汐見坂に囲まれた地域には、天保年間、川越藩・松平大和守の屋敷があった。明治期以降は政府が接収し、工部省測量司と、それを受け継いだ内務省測量司が事務所および外国人宿舎用地として使用したが、1878年（明治11年）大倉財閥の創始者である大倉喜八郎が購入し、邸宅を構えた。広大な敷地内には喜八郎が蒐集した美術品を展示する私設美術館も設立され、それがのちに日本初の私立美術館「大倉集古館」となった。

喜八郎の長男である大倉喜七郎は、1922年（大正11年）から父の跡を継ぎ、帝国ホテル会長（のち社長）を務め、1924年（大正13年）大倉組頭取に就任し、川奈ホテルや赤倉観光ホテルの創業を手掛けた。戦後の公職追放と財閥解体を経て喜七郎は大倉商事監査役に復帰し、帝国ホテル社長への返り咲きも渇望するが、それが叶わないと見るや、1958年（昭和33年）に資本金10億円で大成観光を設立。邸宅跡に1962年（昭和37年）「ホテルオークラ」を開業した。

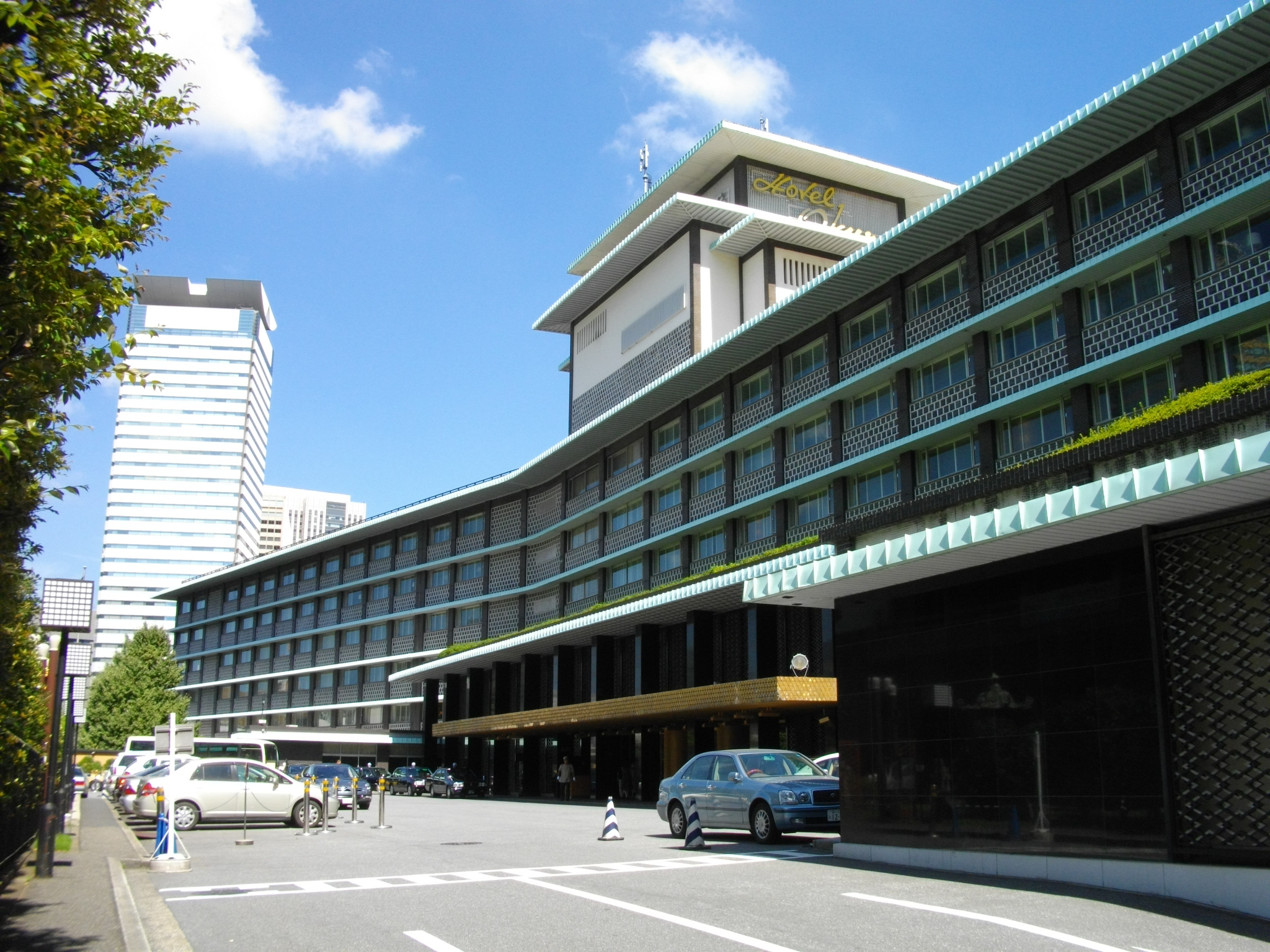
1962年完成の旧本館
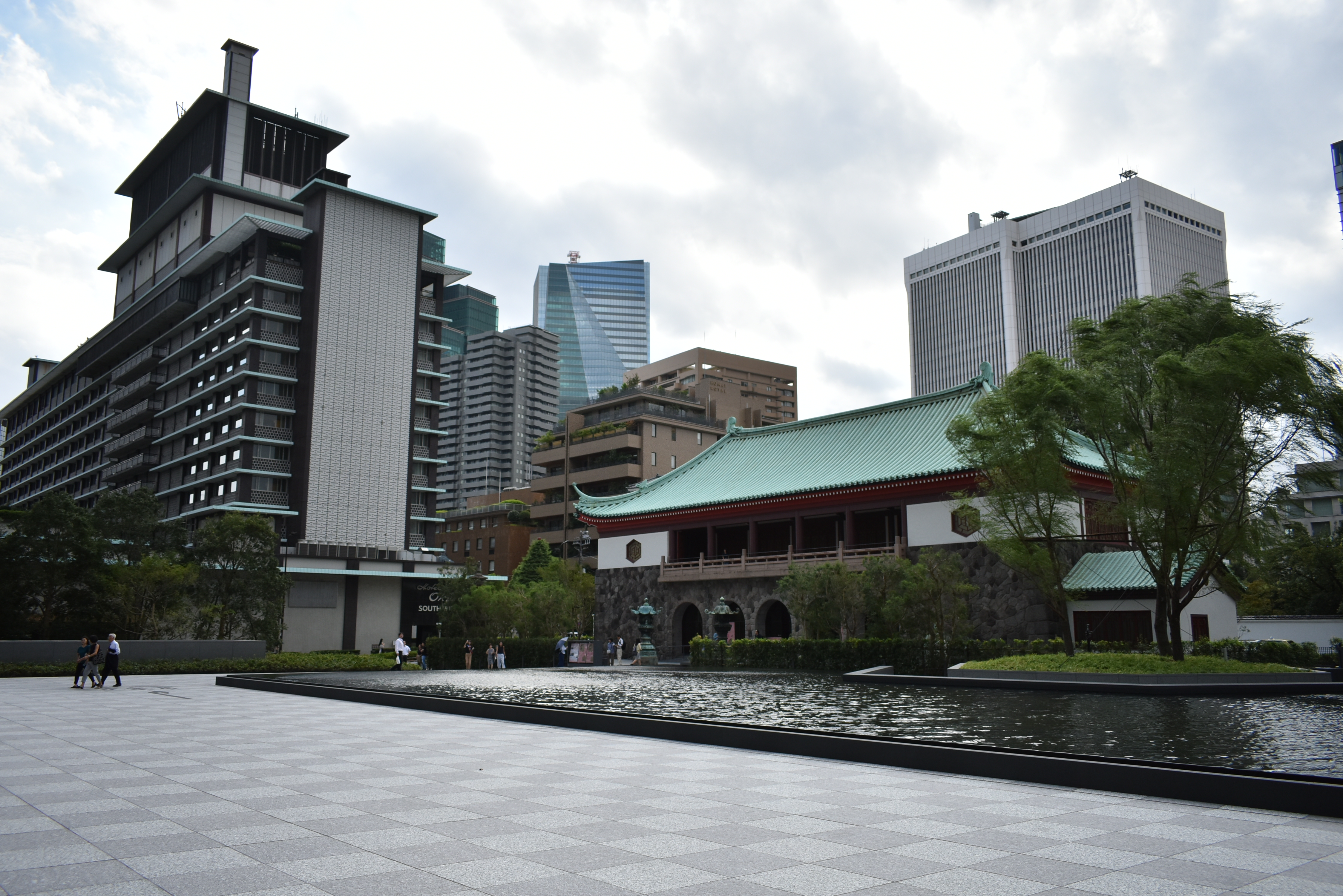
左が旧本館・右に大倉集古館

喜八郎が設立した有限責任日本土木会社を前身とする大成建設が施工を担った本館は、高低差と法規による高さ制限とを適合させ、坂上にホテルエントランスを、坂下には宴会場エントランスを設けた地上6階地下6階の画期的な建築であり、中心のエレベーターホールから三つの客室棟に伸びる三ツ矢式建築も、客室を効率的につくるのに、合理性の高いものだった。1973年（昭和48年）には別館も開業し2館体制となった。
1987年（昭和62年）の開業25周年を機に、運営会社は「大成観光」から「ホテルオークラ」に社名を改め、2001年（平成13年）には、所有・経営・運営の分離を図り、経営改革を推し進めるべく、ホテルオークラは「ホテルオークラ東京」を設立して当ホテルを分社化した。

### 本館建て替え
2014年（平成26年）5月、ホテルオークラは竣工して50年が経過し老朽化が顕著となった本館の建て替えを発表。2016年（平成28年）6月から建て替えに着手し、施工は本館建築時と同様に大成建設が担い、ホテルとオフィスを併設した地上41階地下1階の高層棟「オークラ プレステージタワー」と、ホテルとレストランのみの構成となる地上17階地下1階の中層棟「オークラ ヘリテージウィング」の2棟を新築し、ホテル前庭となる「オークラ スクエア」も整備。さらにこの広場を創出するため、大倉集古館は曳家工事によって約6m移動することになった。これら工事の完了を受け、2019年（令和元年）9月12日に再開業し、それを機にホテル名称は「The Okura Tokyo（ジ・オークラ・トーキョー）」へと改められた。
開発にあたっては、建て替えの障害となっていた敷地全域の都市計画公園指定を、新制度「港区公園まちづくり制度」を適用することで、建て替えを可能とした。新設した都市計画公園（港区立江戸見坂公園）を含む約2.6haの敷地の50%以上を緑地および広場として公開整備し、さらに地区計画指定と再開発等促進区を定め、この18万㎡の複合ビルは実現に至っている。

### 別館の今後
別館は「The Okura Tokyo」開業後も「ホテルオークラ東京 別館」として営業を継続していた。2019年、ホテルオークラは別館を2021年度までに閉館し、2024年度をメドに地上43階のタワーマンションと地上21階のオフィスビルを開業する計画を検討していることを明らかにしたが、新型コロナウイルスの影響で2020年（令和2年）5月から休業し、9月末で営業を終了した。建物は10月1日から2021年（令和3年）9月末までの予定で東京オリンピック・パラリンピック競技大会組織委員会に貸し出され、ボランティア用のユニホームの配布などに活用された後、鹿島建設によって解体された。
2019年の時点では、別館跡地の開発は野村不動産が主体となって行う予定で、同社は東京都に地上43階のタワーマンションと同21階のオフィスビルを計画する環境アセスメント資料を「（仮称）六本木一丁目計画」の名称で提出しており、用途にホテルは含まれていなかった。しかし、本計画は実施されず、その後新たに鹿島が同地の環境アセスメント資料を「（仮称）六本木一丁目北地区計画」の名称で提出した。新たな計画では、鹿島が地下4階・地上50階建のビル1棟を建築し、ビルには住宅・店舗・ホテルが入る。

## 施設の概要

### オークラプレステージタワー・オークラヘリテージウイング
客室は41階建ての高層棟オークラプレステージタワーに368、17階建ての中層棟オークラヘリテージウイングに140の計508室を設けた。付帯施設として宴会場19、レストラン5、バー2、フィットネスクラブ、ビジネスセンター、チャペル、美容室、写真室等も備えた。周辺を坂道に囲まれているため、メインロビーは5階に設置され、宴会場エントランスは1階に置き、宿泊客と宴会客の動線を分けるつくりとした。
プレステージタワーの8階から25階まではオフィスとなり、新設となった都市計画公園に面する3、4階のエントランスホールから目的階に向かう。基準階貸室はワンフロア約2,200㎡、天井高は2,850mmとなっている。なお、オフィス床は、ホテルオークラ、大成建設、新日鉄興和不動産（現：日鉄興和不動産）などが出資する特別目的会社が完成後に取得している。
両棟はフロアtoフロアのガラスで構成されたカーテンウォールにより、ホテルとオフィスの差異はシンプルな立面に溶け込み、さらに頂部のファーリングを一層際立たせ、凛とした姿によりタワーのシンボル性は高められた。

#### 意匠を再現
旧本館ロビーなどはその芸術的評価から、建て替えに疑問を呈する意見も噴出し、米・ワシントン・ポストが建て替えに疑問を呈し、英・モノクル誌では建て替え反対の記事も載り、伊・ボッテガ・ヴェネタのデザイナーであるトーマス・マイヤーが発起人となって、同ブランド公式サイトに特設サイトが設けられ、SNSを通じて「#savetheokura」が発信された。また取り壊しを惜しむと、旧本館ロビーは国内外の見学者で埋まるようになった。
そうした動静を踏まえ、ホテルオークラ側も、「ロビーは唯一無二の空間。ロビーがあることで差別化になると考えていた（広報担当者）」として、2015年（平成27年）10月、谷口吉郎の長男で建築家の吉生を設計チームに起用し、意匠を移設するなどして、ロビーは引き継ぐと発表した。これによって、吉郎が設計した旧本館ロビーにあった古墳時代の首飾りをイメージした照明「オークラ・ランターン」、日の光やわらかに塞く麻の葉紋様の木組み格子など、和の文様と装飾で彩られ高く評価された空間が吉生の設計のもと、プレステージタワーのロビーに再現され、ヘリテージウイングのロビーには、旧本館平安の間で使用されていた京都西本願寺が所蔵する国宝「三十六人家集の料紙」を模した壁面装飾が移設された。

#### 客室
- オークラ プレステージタワー
  - プレステージルーム (48 m2)
  - プレステージルーム アッパーフロア (48 m2)
36階のみ喫煙室が設けられる。
  - プレステージコーナー (56 m2)
  - クラブルーム (48 m2)
  - クラブコーナー (56 m2)
  - クラブスイート (97 - 106 m2)
  - ロイヤルスイート (201 m2)
  - インペリアルスイート (730 m2)
日本最大級の広さとなっている。39・40階の2層で展開。
- オークラ ヘリテージウイング
  - ヘリテージルーム (53 - 63 m2)
  - ヘリテージルーム (バルコニー付き; 60 m2)
  - ヘリテージスイート (120 m2)
  - アンバサダースイート (137 m2)
  - プレジデンシャルスイート (256 m2)

#### 設備
- レストラン
  - ヌーヴェル・エポック　フランス料理（ヘリテージウイング5F）
別館に「ラ・ベル・エポック」として開業したが、建て替え後に改称。
  - 桃花林 中国料理（プレステージタワー6F）
開業時の外務大臣小坂善太郎が中国の詩人陶淵明の『桃花源記』から命名・揮毫[28]。
  - さざんか 鉄板焼（プレステージタワー41F）
  - 山里 和食・天ぷら（ヘリテージウイング4F）
  - オールデイダイニング オーキッド（プレステージタワー5F）
建て替え後「オーキッドルーム」から改称。
- バー
  - スターライト バーラウンジ（プレステージタワー41F）
2000年より中国料理レストランとなっていたが、建て替え後、開業当初のバーラウンジに戻り、「スターライトラウンジ」から改称。
  - オーキッドバー メインバー（プレステージタワー5F）
テーブルは以前のバーのものを再利用。革張りの椅子は再製作[19]。
- スパ&フィットネス「Okura Fitness & Spa」（プレステージタワー 26・27階）
26階にスパ、27階にフィットネス施設やプール、浴室などが配置されている。
- ショッピングアーケード
主にプレステージタワー4階に集中するが、同5階・地下1階にも
- 大宴会場「平安の間」（プレステージタワー1F）
広さ2,000㎡のThe Okura Tokyoにおける最大の宴会場。喜七郎が蒐集した国宝『古今和歌集序』（大倉集古館蔵）をモチーフとする壁面装飾が施されている[29]。

### オークラ スクエア
プレステージタワー、ヘリテージウイングおよび大倉集古館に囲まれた場所に、谷口吉生の提案によりつくられたThe Okura Tokyoの顔となる広場。噴水がある大きな水盤を設け、その中に六角形の島を置いた。水盤には時間の経過によりさまざまな情景が映しだされるという。

### 大倉集古館
The Okura Tokyoやオークラ スクエアの整備の関係から大倉集古館は約6m曳家され、地下を増築して収蔵庫を新設し、これまであった霊南坂側の塀は取り除かれた。誰でも気軽に入ることができる、より開放的な空間が創出され、界隈の防災拠点としての役割も担っていく。

## 沿革
- 1958年12月11日 - 大成観光株式会社を創立。
- 1962年5月20日 - ホテルオークラ（旧本館）開業。
- 1964年
  - 1月8日 - オリンピック東京大会支援のため選手村に食堂関係者を派遣。
  - 9月7〜11日 - 国際通貨基金（IMF）国際会議、「平安の間」で開催される（日本初の無線同時通訳装置採用）。
- 1971年 - 別館起工式挙行、会員組織 オークラクラブ・インターナショナル (OCI)発足。
- 1973年12月1日 - ホテルオークラ別館開業。
- 1974年
  - 1月 - フロントオンラインシステム稼働。
  - 4月1日 - 第1回迎賓館運営を担当。
  - 6月1日 - 別館に室内プール完成。
- 1975年5月9日 - エリザベス女王主催夜会の運営を担当（於:英国大使館）
- 1977年 - オークラクラブ会員1万名を突破。
- 1978年9月1日 - ホテルオークラチェーン発足。
- 1981年9月30日 - 『Institutional Investor』誌で世界のベストホテル2位に選ばれる。
- 1985年3月 - 『Euromoney』誌で世界一のホテルに選ばれる。
- 1986年
  - 5月2〜7日 - 第12回先進国首脳会議（東京サミット）開催に伴い、レーガン大統領・随行員とプレス関係者の接遇をホテルオークラで行う。
  - 5月4日 - 迎賓館の接遇を担当（5月4〜6日 東京サミット、5月10〜13日 チャールズ・ダイアナ英国皇太子夫妻）。
- 1987年
  - 1月1日 - 開業25周年。社名を大成観光株式会社から株式会社ホテルオークラと改める。
  - 1月25日 - 「ロビーコンサート25」スタート（以後毎月25日に本館メインロビーで開催）。
  - 12月28日 - 「第九コンサート」をサントリーホールで開催（1996年以降4年ごとに開催）。
- 1989年2月24日 - 大喪の礼に伴い、13ヵ国国家元首・5国際機関代表の宿泊を受け入れる。
- 1990年
  - 4月19日 - 鉄板焼 「さざんか」オープン。「スターライトラウンジ」リニューアルオープン。
  - 11月12日 - 即位の礼に伴い、15ヵ国・1国際機関の特使の宿泊を受け入れる。
- 1992年5月20日 - 社章・ロゴマークを変更。
- 1994年8月6〜17日 - チャリティーイベント「第1回 企業の名品 アートコレクション展」開催（以後毎年開催）。
- 1996年
  - 11月18日 - フランスのシラク大統領、国賓としては初めてホテルオークラに滞在。
  - 12月28日 - 「ホテルオークラ音楽賞」創設（第1回受賞 矢部達哉・緑川まり。2000年から毎年授賞）。
- 2000年
  - 5月3〜7日 - 「10ヵ国大使夫人のガーデニング-花MATSURI in Okura」開催（以後2015年まで毎年開催）。
  - 7月19〜24日 - 九州・沖縄サミットにて首脳晩餐会や「アメニティセンター」での料飲サービスを担当。
  - 11月20日 - 加藤の乱終結の場所となる。
- 2001年10月1日 - (株)ホテルオークラ、(株)ホテルオークラ東京に分社。
- 2004年
  - 2月28日 - 別館12階にワインダイニング&シガーバー「バロン オークラ」オープン。フランス料理「ラ・ベル・エポック」リニューアルオープン。
  - 9月1日 - 中国料理「桃花林」を全面リニューアルオープン。
- 2005年
  - 3月9日 - 本館9、10階に「グランド コンフォート フロア」開設。
  - 8月25日 - 和食・天ぷら「山里」全面リニューアルオープン。
- 2006年
  - 3月1日 - 鉄板焼 「さざんか」リニューアルオープン。
  - 4月4日 - 「ホテルオークラ ワインアカデミー」開講。
- 2007年9月1日 - 最大の宴会場「平安の間」を改装。
- 2008年
  - 6月16日 - 本館に新宴会場「曙の間」完成。
  - 7月7〜9日 - 北海道洞爺湖サミットで接遇を支援。
  - 8月1日 - 「シェフズガーデン テラス」リニューアルオープン。
- 2009年11月14日 - バラク・オバマ米国大統領が初来日、ホテルオークラ東京に宿泊。
- 2010年
  - 2月24日 - チャリティーイベント「第1回 名家の逸品〜礼の家 宴の美」開催。
  - 5月1日 - 上海万博 日本館公式レストランとして「山里」出店。
  - 11月13日 - APEC開催に伴い、首脳晩餐会の料理、サービス技術の支援。
- 2012年
  - 2月1日 - 中国料理 「チャイニーズテーブル スターライト」リニューアルオープン。
  - 5月9日～5月11日 - 松任谷由実が、自身の音楽活動40周年とホテル開業50周年を記念した、キャリア初のディナーショーを開催[31][32]。
  - 5月20日 - ホテルオークラ東京 開業50周年。
  - 10月9日 - IMF・世界銀行年次総会2012の主要会場として宴会場・宿泊施設を提供。
  - 12月29日 - 第6回ホテルオークラ「第九」コンサート開催。
- 2013年
  - 4月1日 - 新会員プログラム「One Harmony」開始(オークラ クラブ インターナショナルとMy JAL HOTELSを統合)。
  - 5月8日 - 「平成25年全国赤十字大会」において「社長表彰」受賞。
- 2014年
  - 4月23〜25日 - オバマ米国大統領が国賓としてホテルオークラ東京に滞在。
  - 5月23日 - 本館建替え計画を発表。
  - 8月8日 - チャリティーイベント「秘蔵の名品 アートコレクション展」が20回目の開催。
  - 10月30日 - 本館建替え記念事業「This is Okura」300 Days Project開始。
  - 12月22日～12月24日 - 松任谷由実が、本館の建替えを前の最後となるのクリスマスのイベントとして、2度目のディナーショーを開催[33]。
- 2015年9月1日 - 本館建替工事のため別館にて単館営業を開始。
- 2019年9月12日 - 新本館グランドオープン、「The Okura Tokyo」に改称。
- 2020年9月30日 - 別館の営業終了。跡地は東京オリンピック・パラリンピック競技大会組織委員会に貸し出され、ボランティア用のユニホームの配布などに使用[14][34]。
- 2021年7月 - オリンピック東京大会のファミリーホテルに指定。第138次IOC総会開催。

## アクセス
- 鉄道
  - 東京メトロ銀座線 虎ノ門駅 出口3より徒歩約10分
  - 東京メトロ銀座線・東京メトロ南北線 溜池山王駅 出口14より徒歩10分
  - 東京メトロ南北線 六本木一丁目駅 改札口出口より徒歩7分以内（ホームページのアクセス情報には未掲載）
  - 東京メトロ日比谷線 虎ノ門ヒルズ駅（2020年6月供用開始） 出口A2より（宴会場入口まで）徒歩5分　
  - 東京メトロ日比谷線 神谷町駅 出口4bより徒歩6分以内（ホームページのアクセス情報には未掲載）

- タクシー・車
  - 首都高速 霞が関出入口より約5分／飯倉出入口より約3分
  - 東京駅より約15分
  - 羽田空港より約30分
  - 成田空港より約90分
- シャトルバス（土・日・祝日のみ）
  - ホテルから東京メトロ銀座線 虎ノ門駅、東京メトロ日比谷線 神谷町駅 まで。

## その他

### オークラプレステージタワーの主な入居企業
- JX金属 本社[35]
- パンパシフィック・カッパー 本社[36]
- 積水化学工業 東京本社[37]

### 食材虚偽表示
2007年に大阪の船場吉兆で起きた牛肉の産地偽装事件の際には、「素材の安定的な仕入れが保証できない場合、メニューから産地を限定する表現を緩めるようにしている。」とコメントしていたにもかかわらず、2013年11月7日、ホテルオークラの宇多憲治上席執行役員（当時）、成瀬正治取締役（当時）、鈴木隆太郎広報担当部長（当時）らは消費者庁クラブにて、運営する13ホテルと関連会社3社のレストランや宴会場、ルームサービスなどにて提供した「計235品目の使用食材とメニュー表示が異なっていた」、「信頼と期待を裏切ったことをおわびする」と発表した。これまで虚偽の表示で販売された総数は計約38万6千食、販売額は計約8億7千万円にも上り、同社は利用を確認することができれば返金には応じるとしている。

## ギャラリー

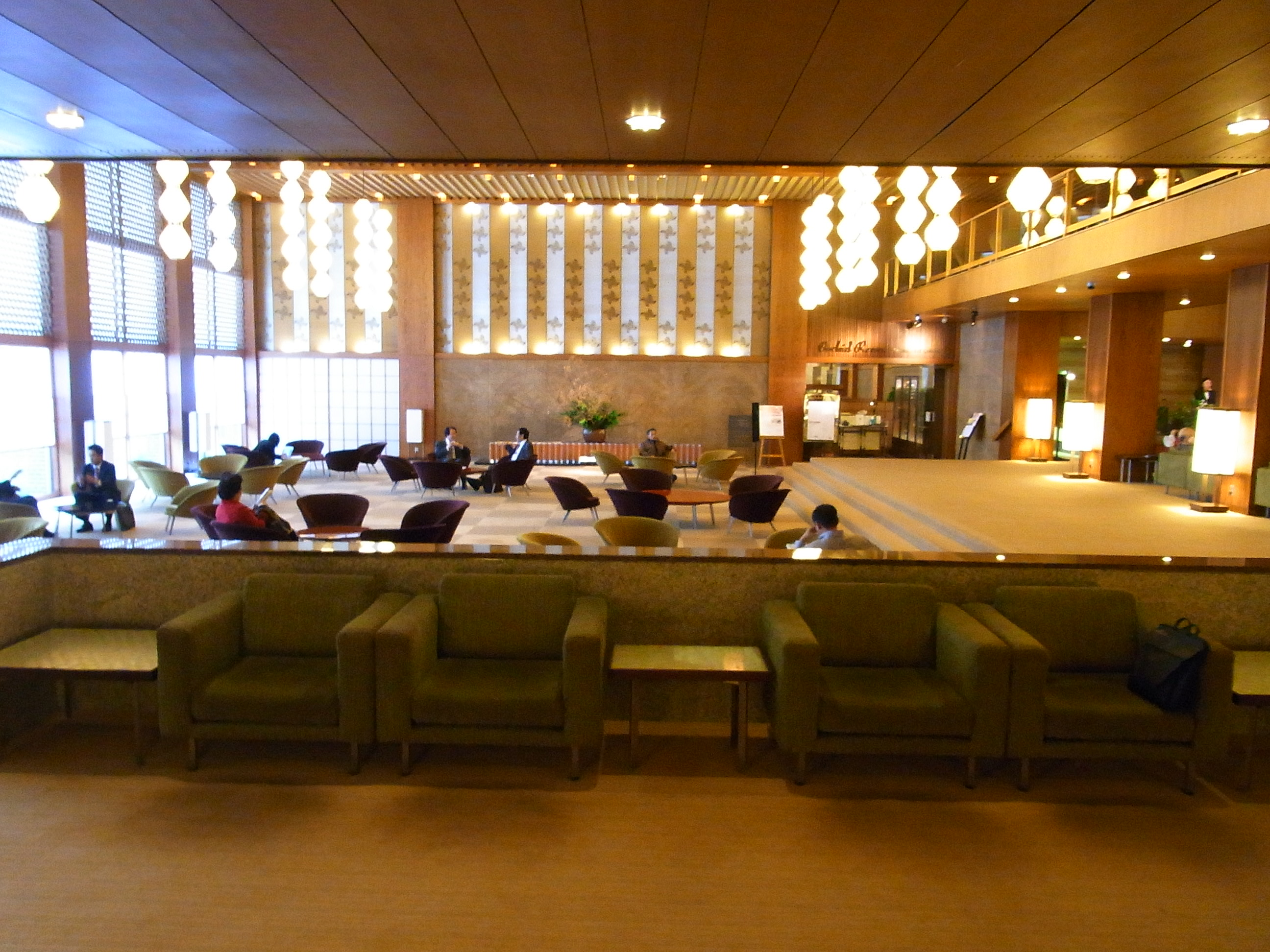
ホテルロビー
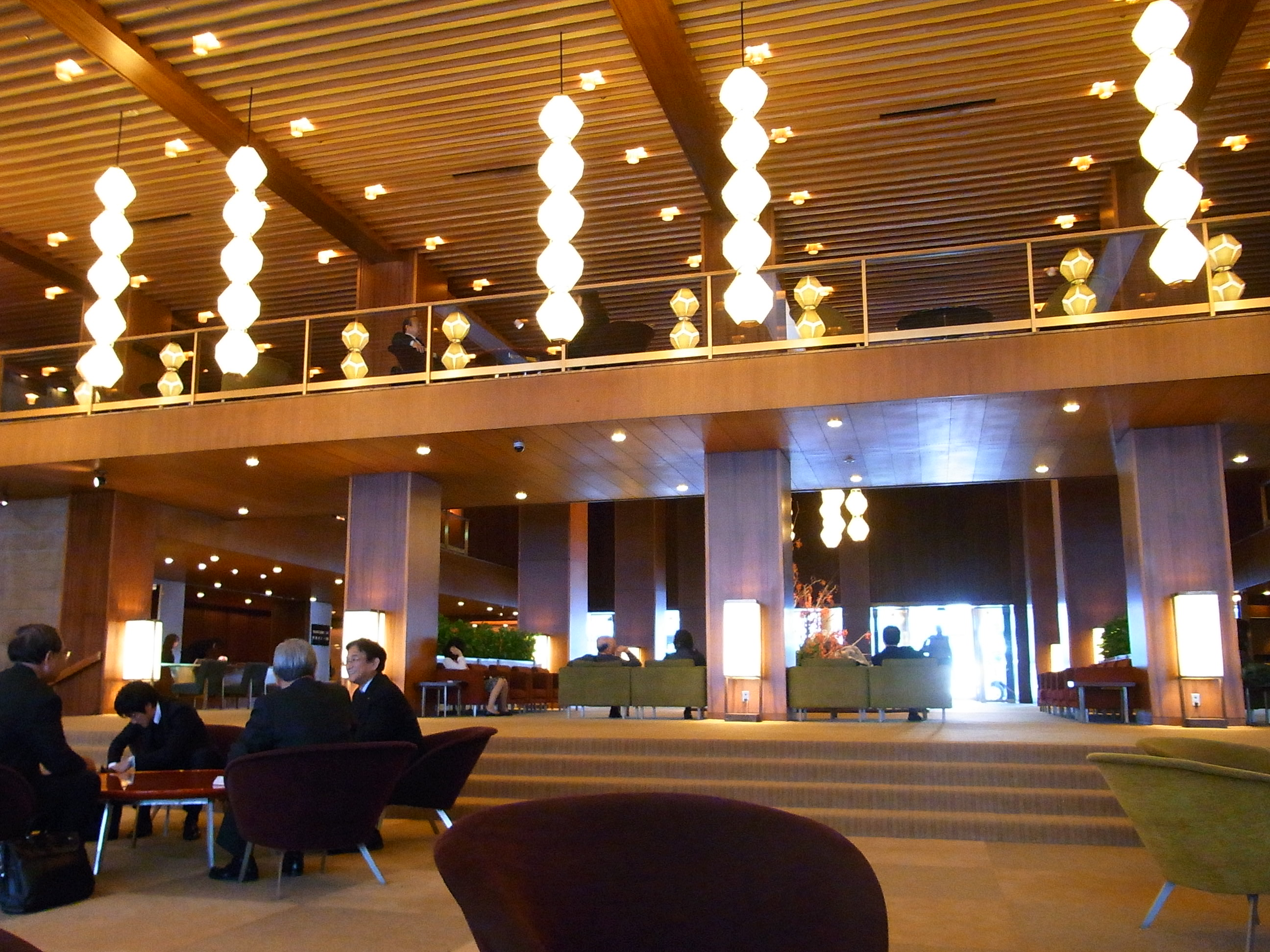
ホテルロビー
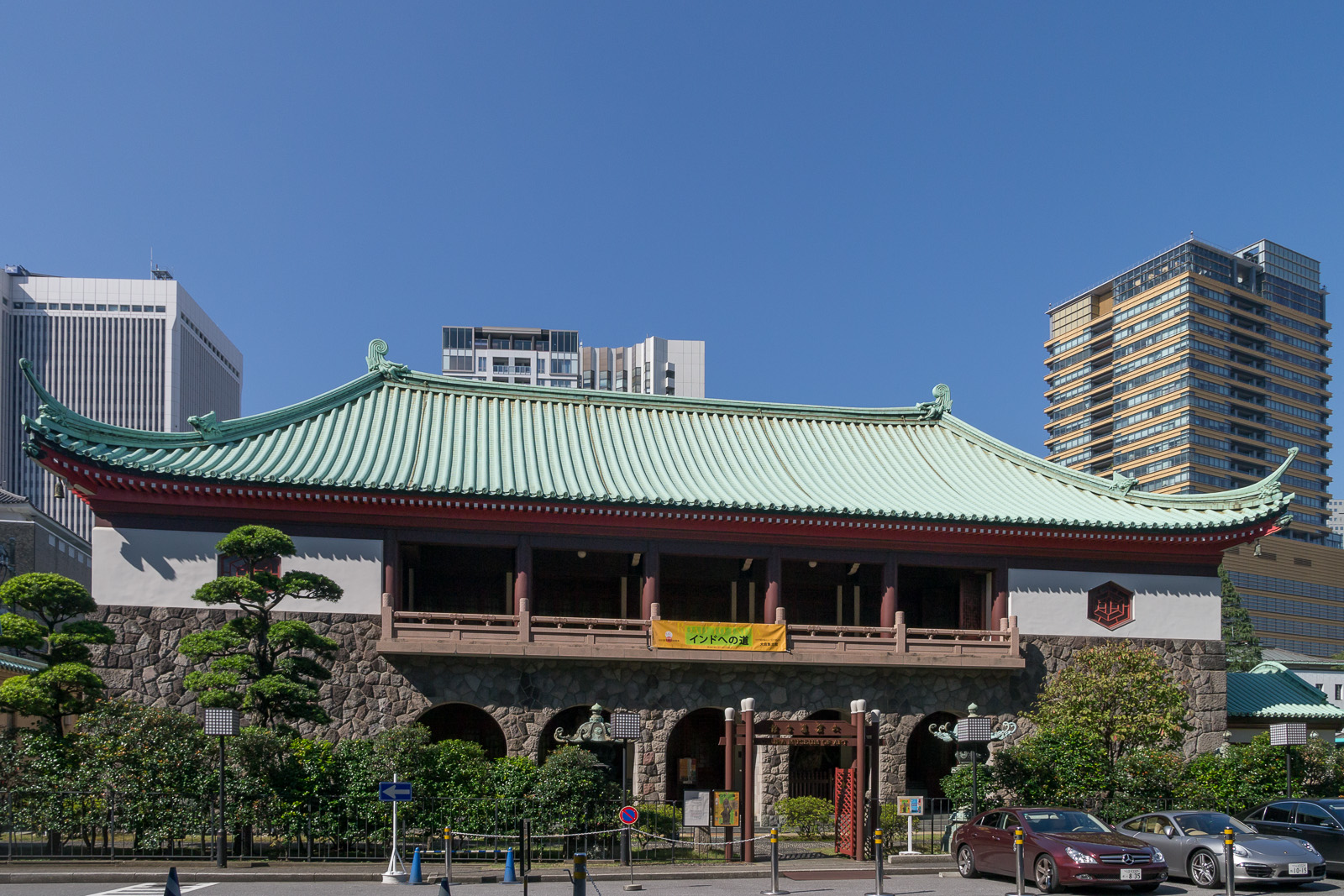
大倉集古館

2019年9月12日 グランドオープン時のホテル

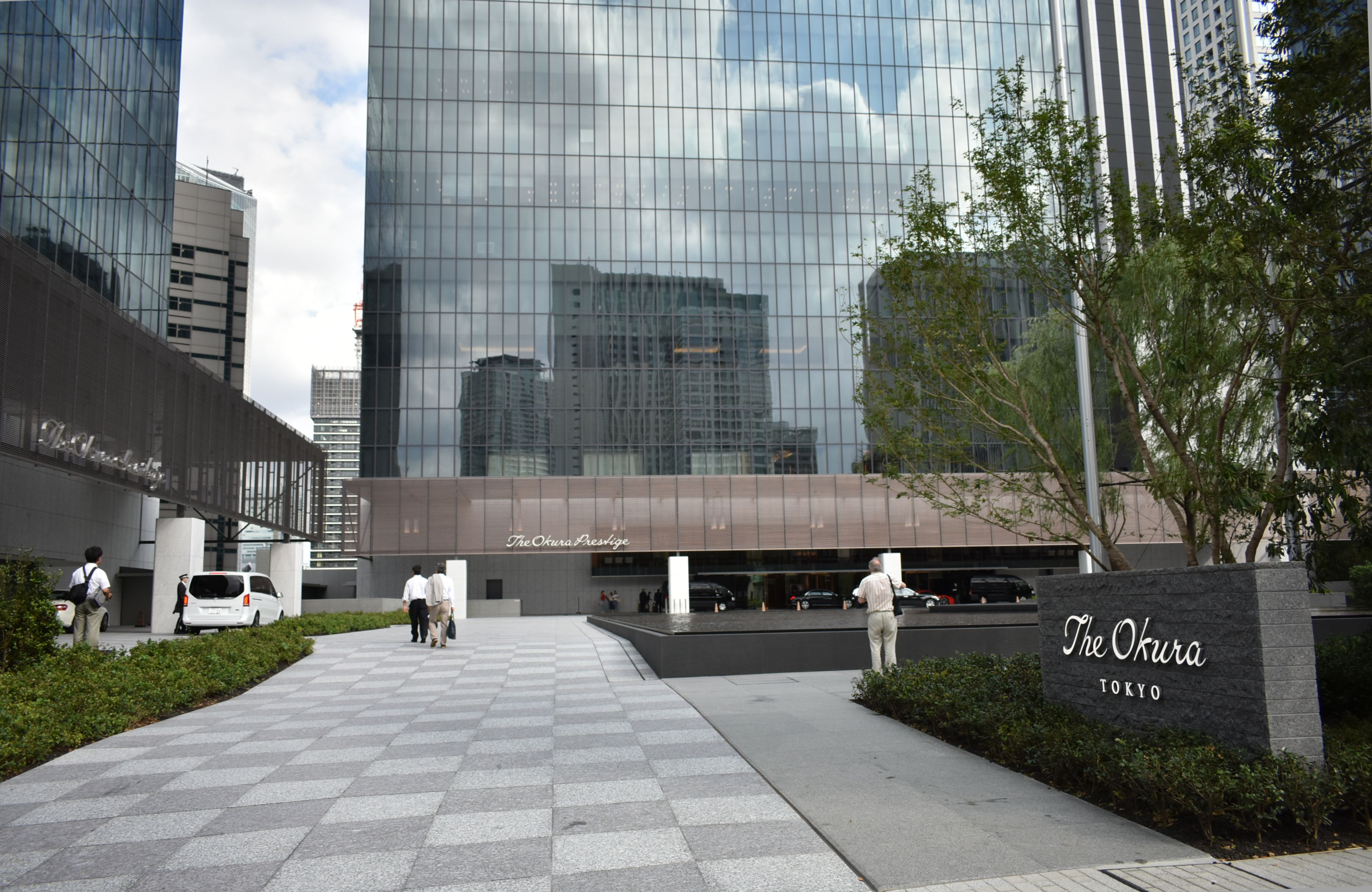
正面がオークラプレステージタワー、左側がオークラヘリテージウイング
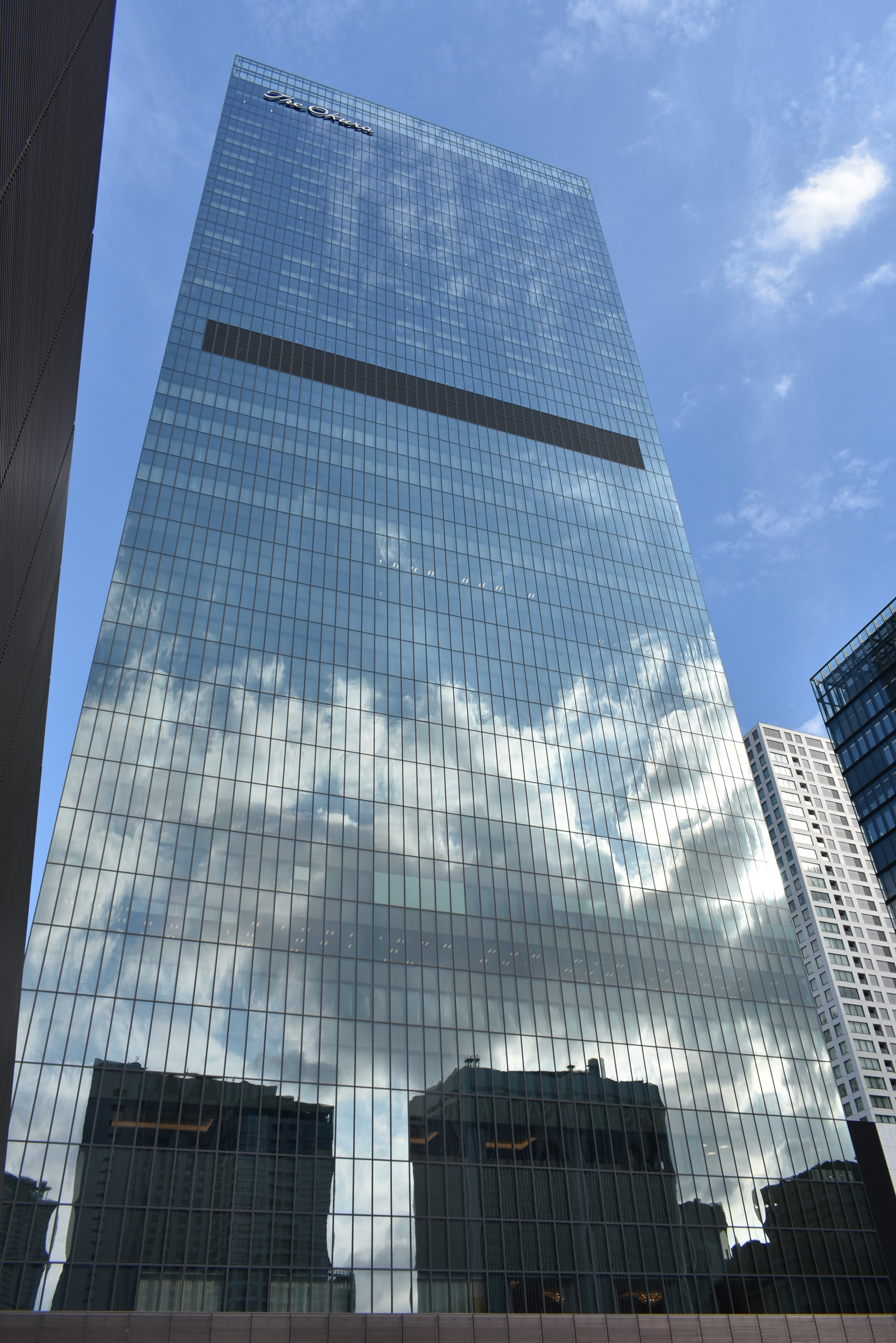
オークラプレステージタワー
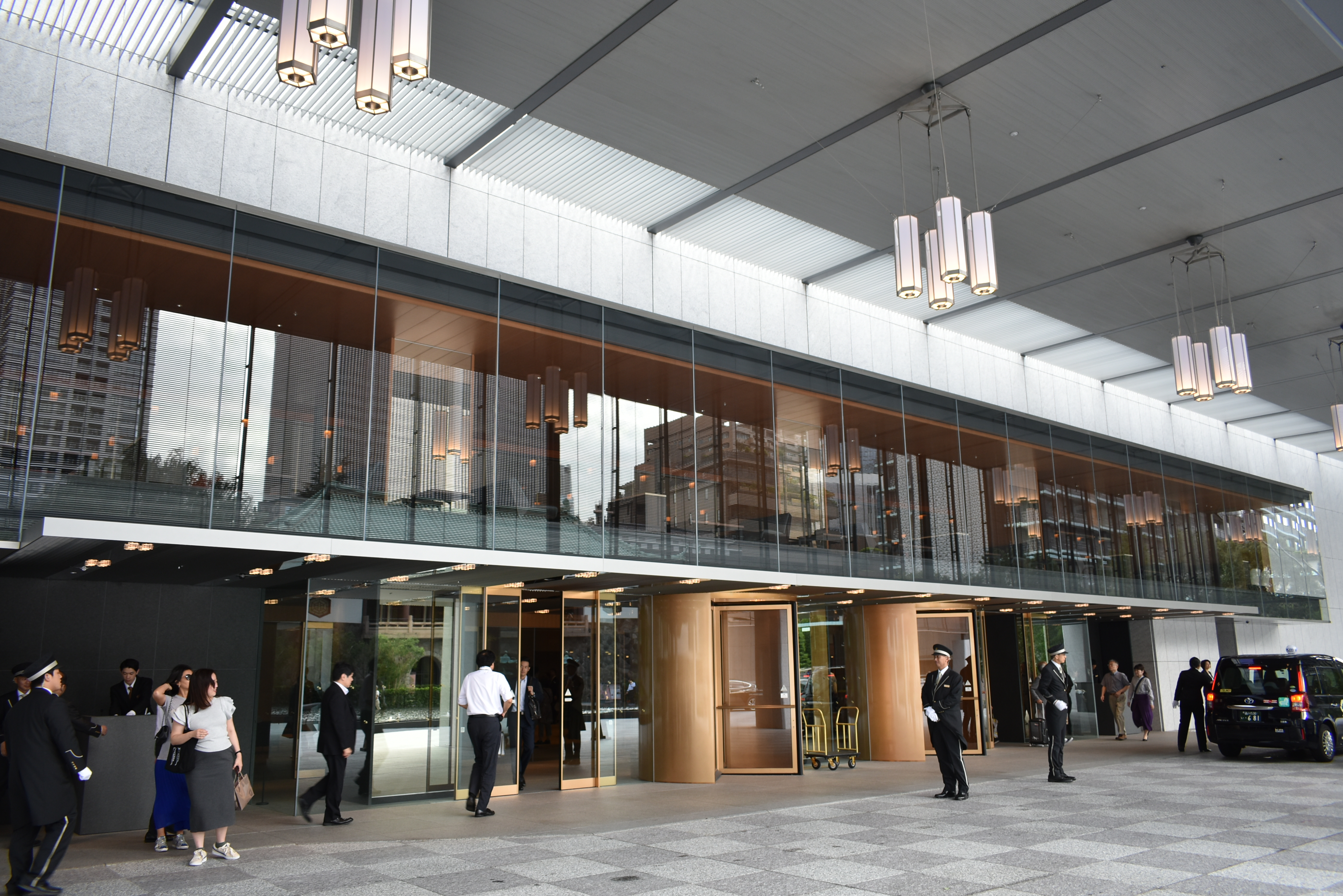
同左、5階 正面玄関
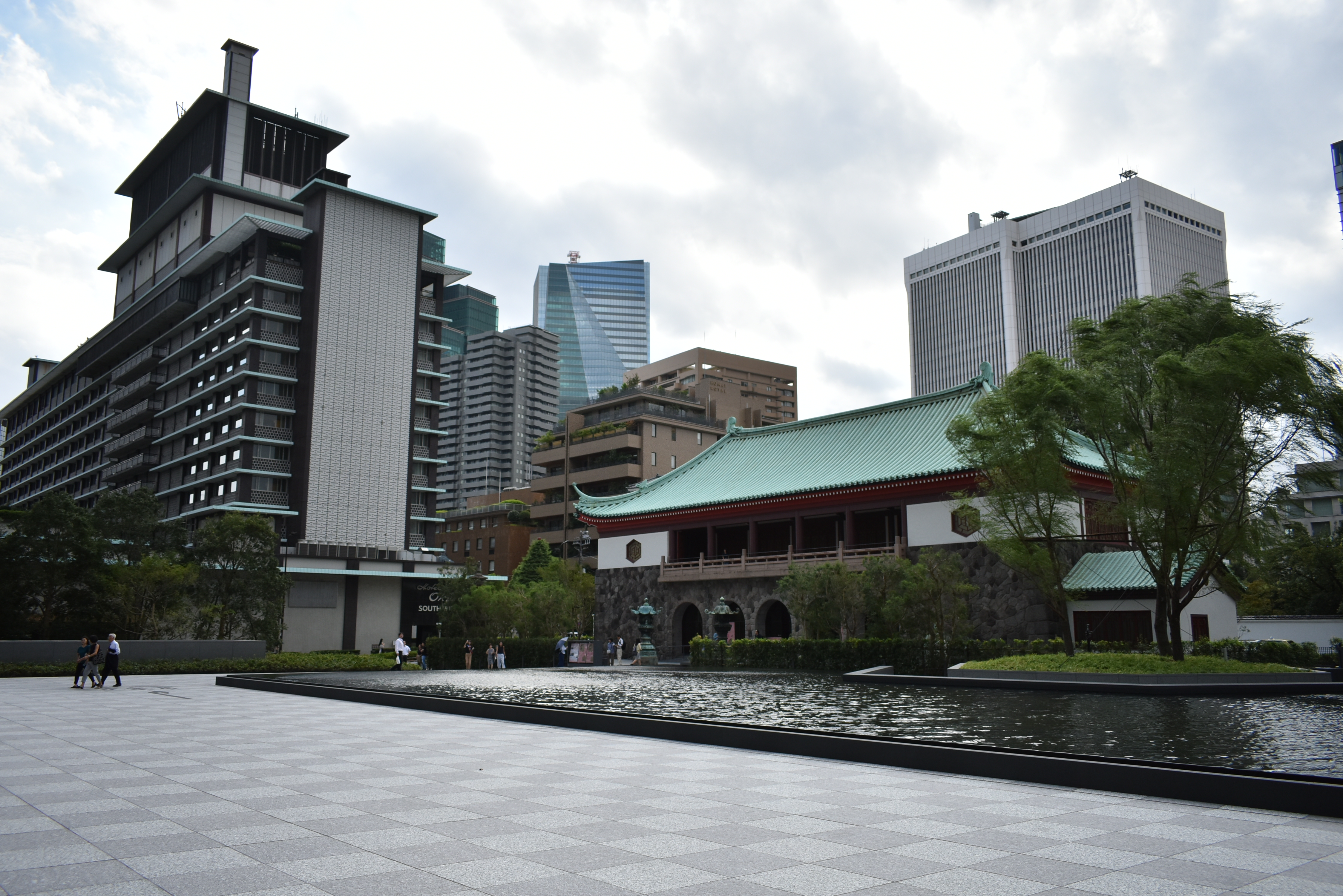
同左、5階 正面玄関より大倉集古館他を見る
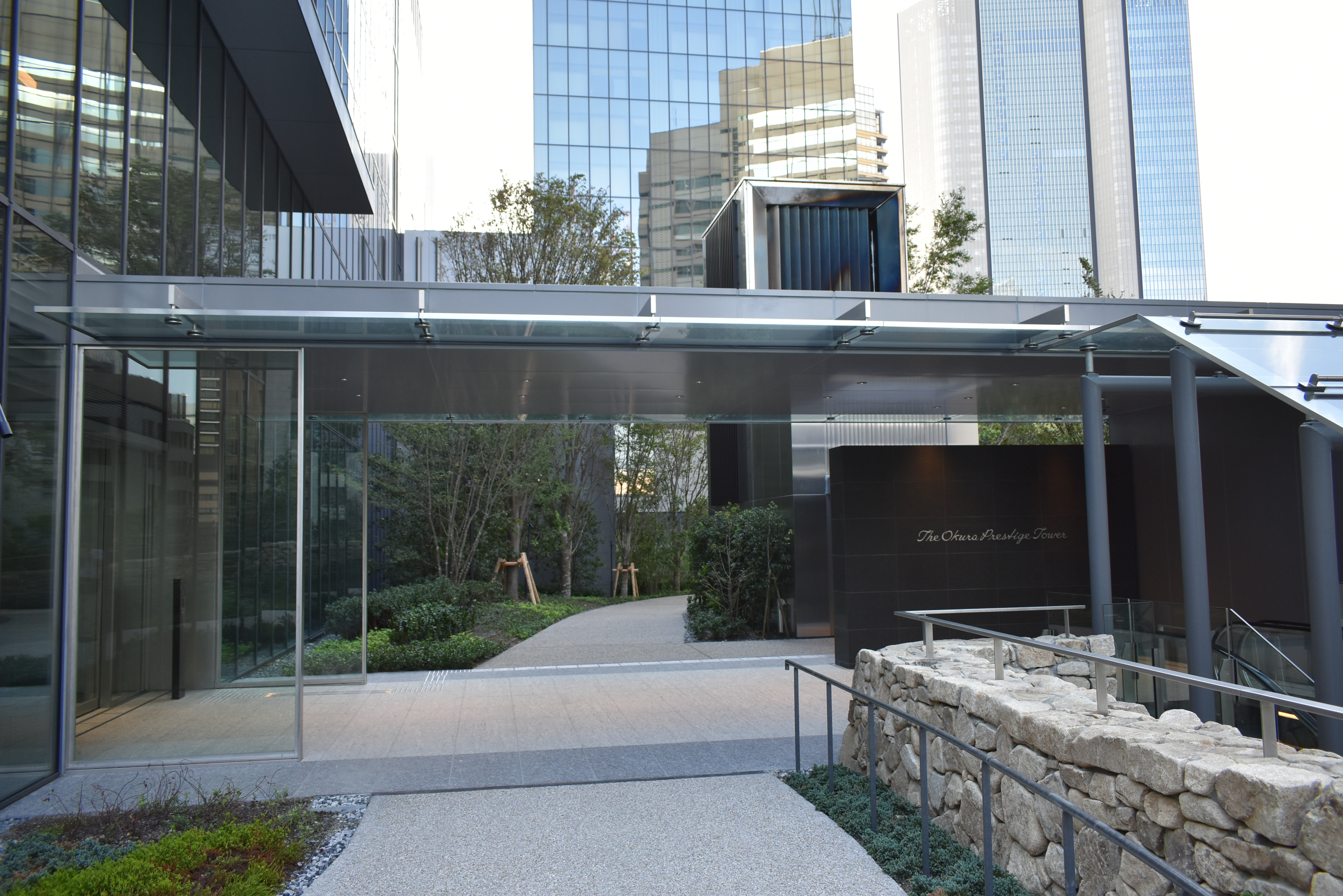
同左、1階 宴会場玄関
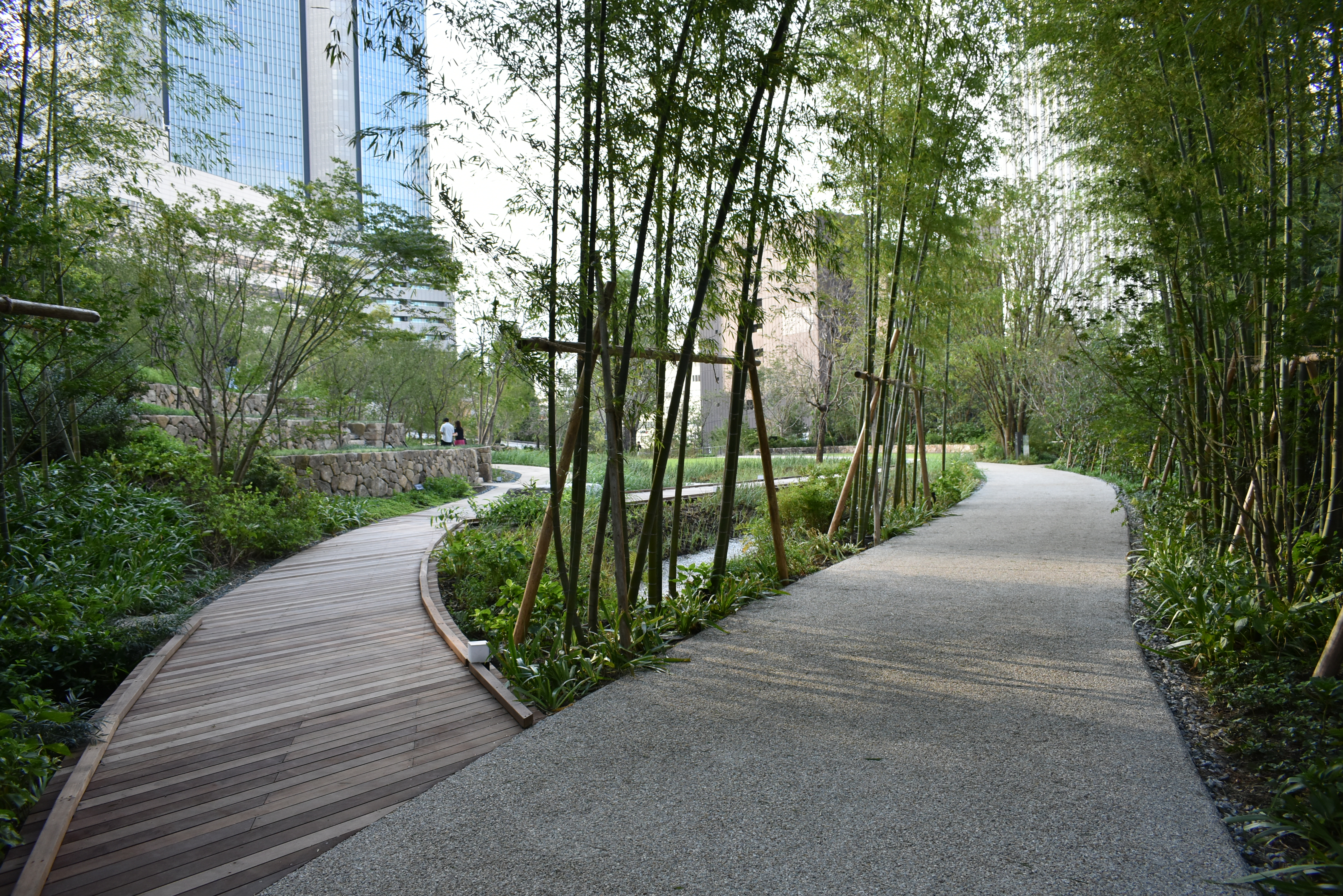
同左、庭園
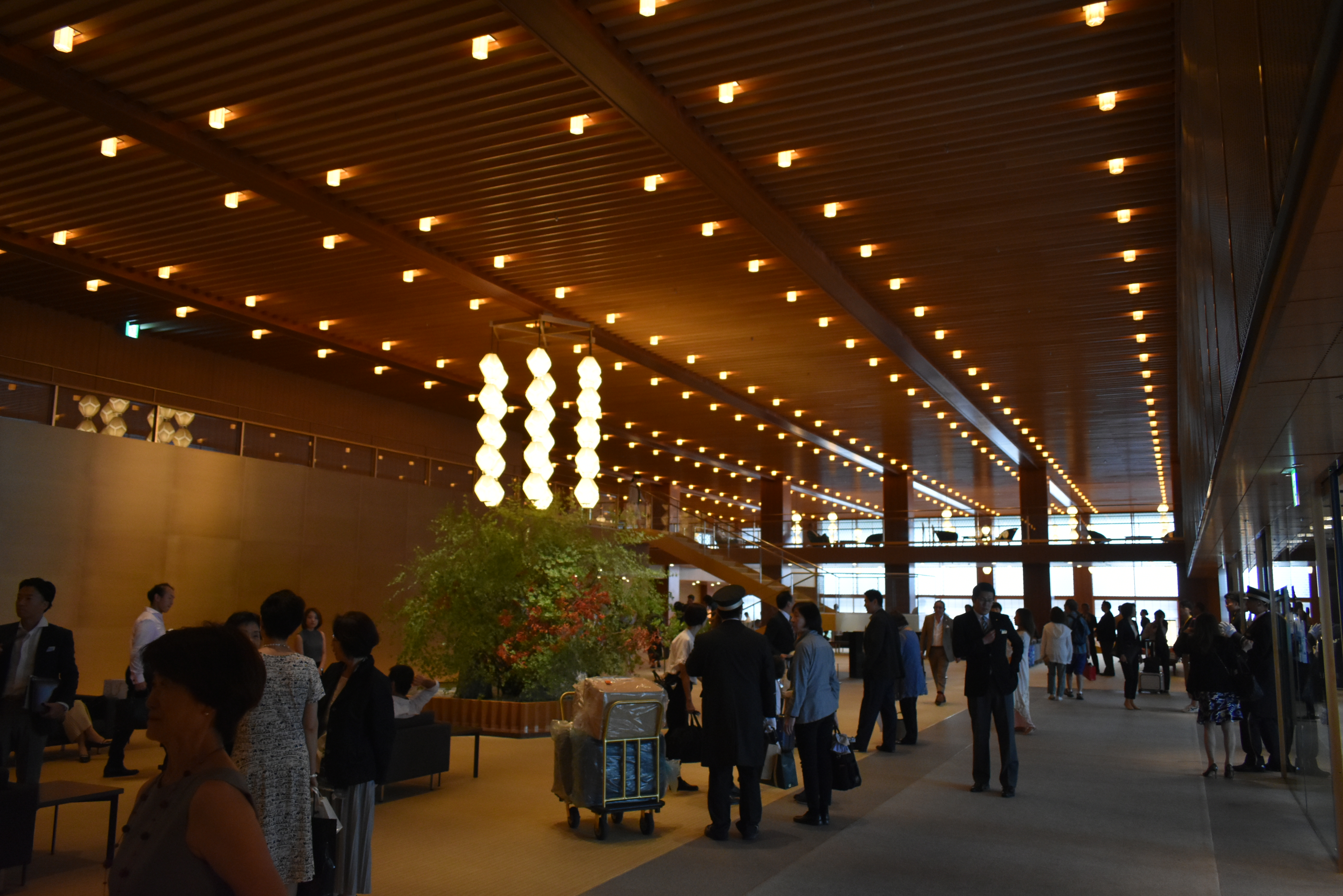
同左、5階 エントランスロビー
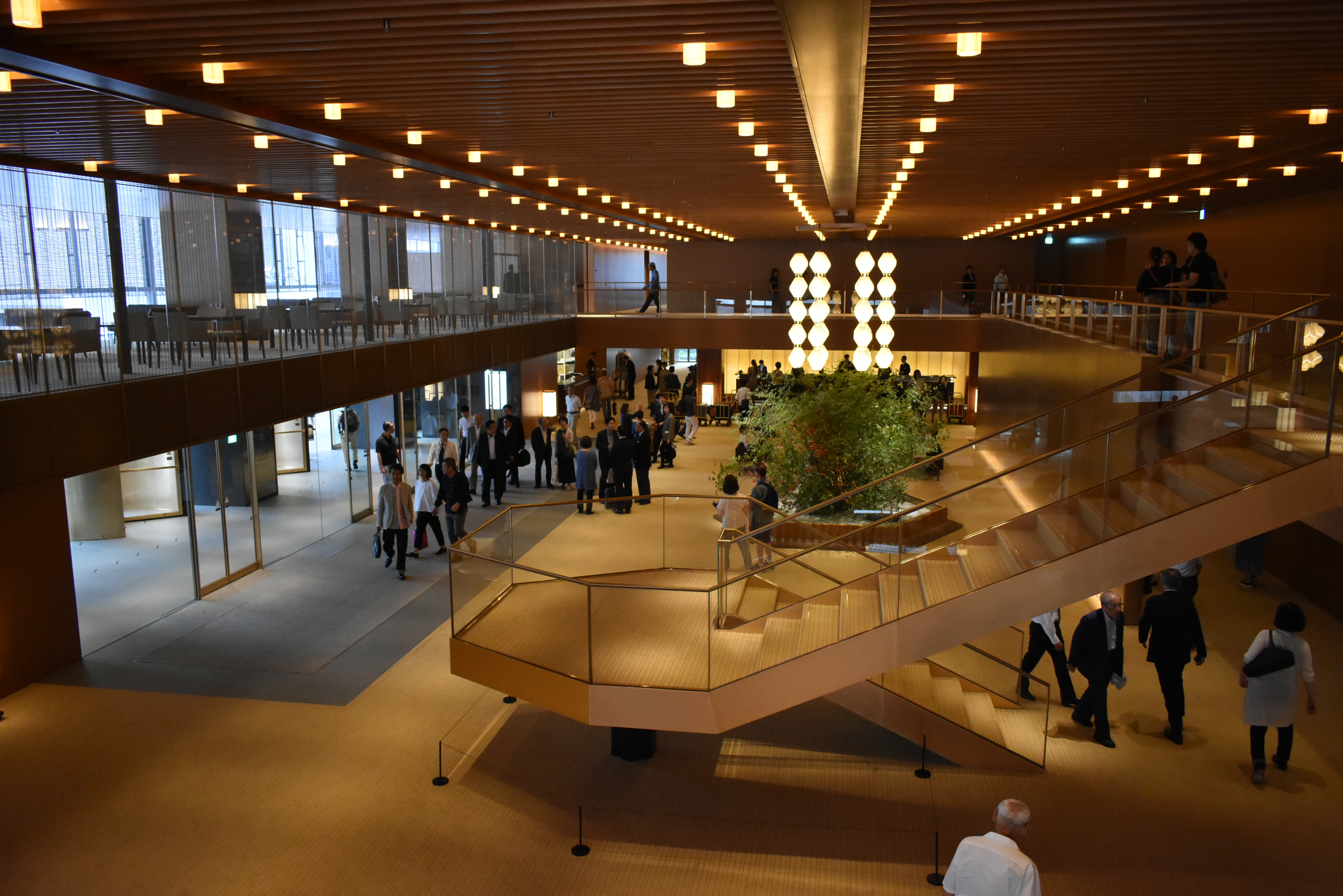
同左、6階よりエントランスロビーを見る
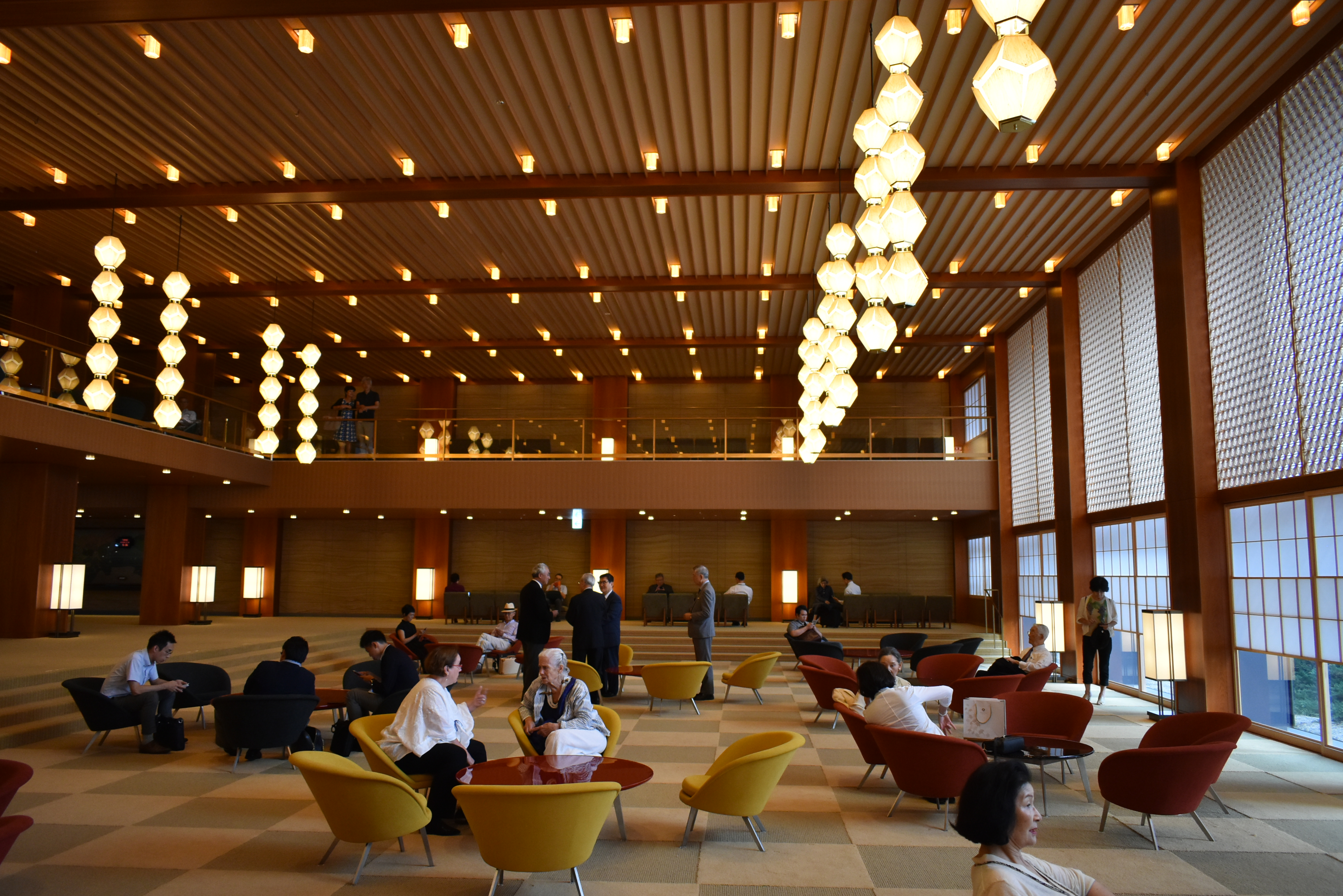
同左、5階 メインロビー
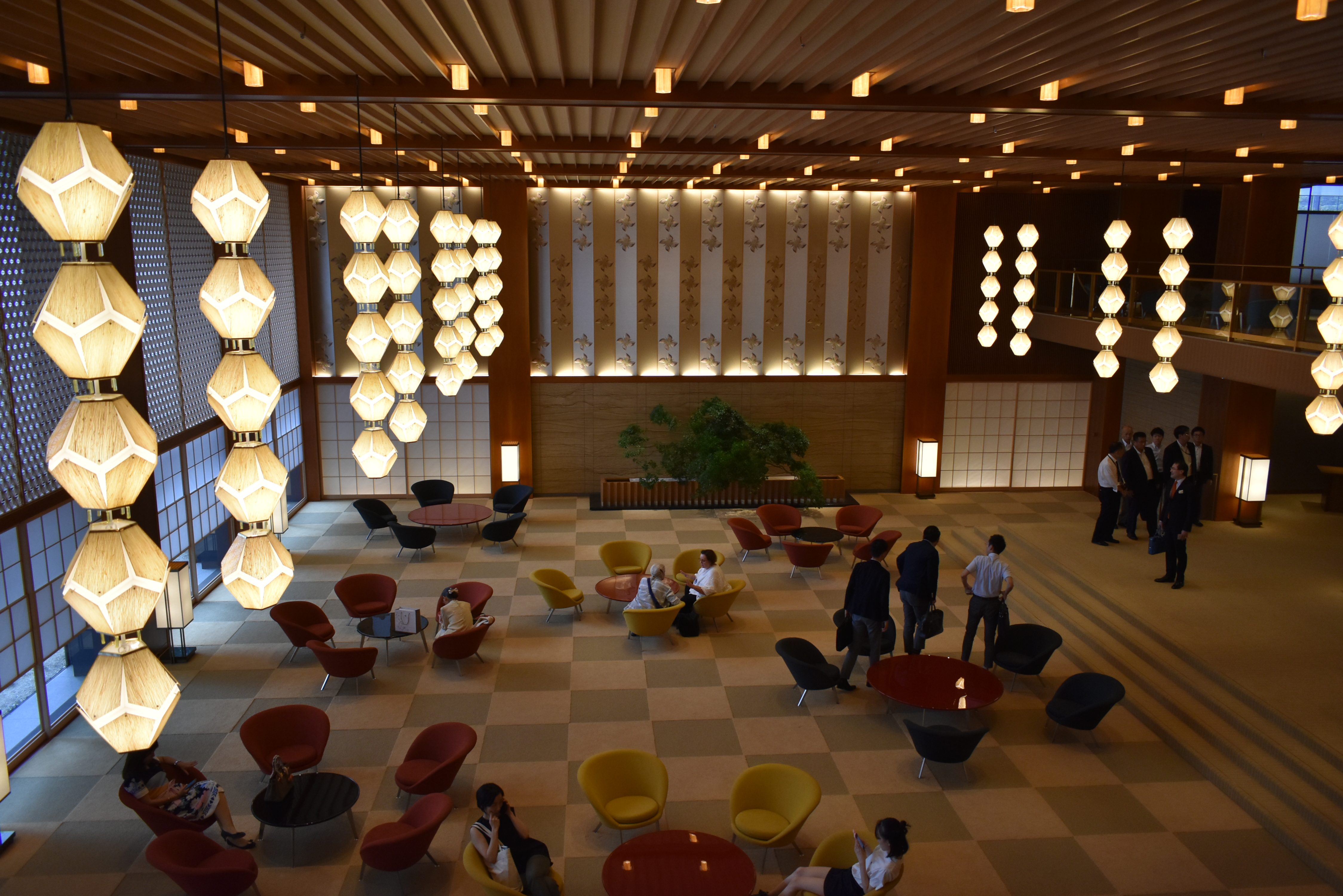
同左、6階よりメインロビーを見る
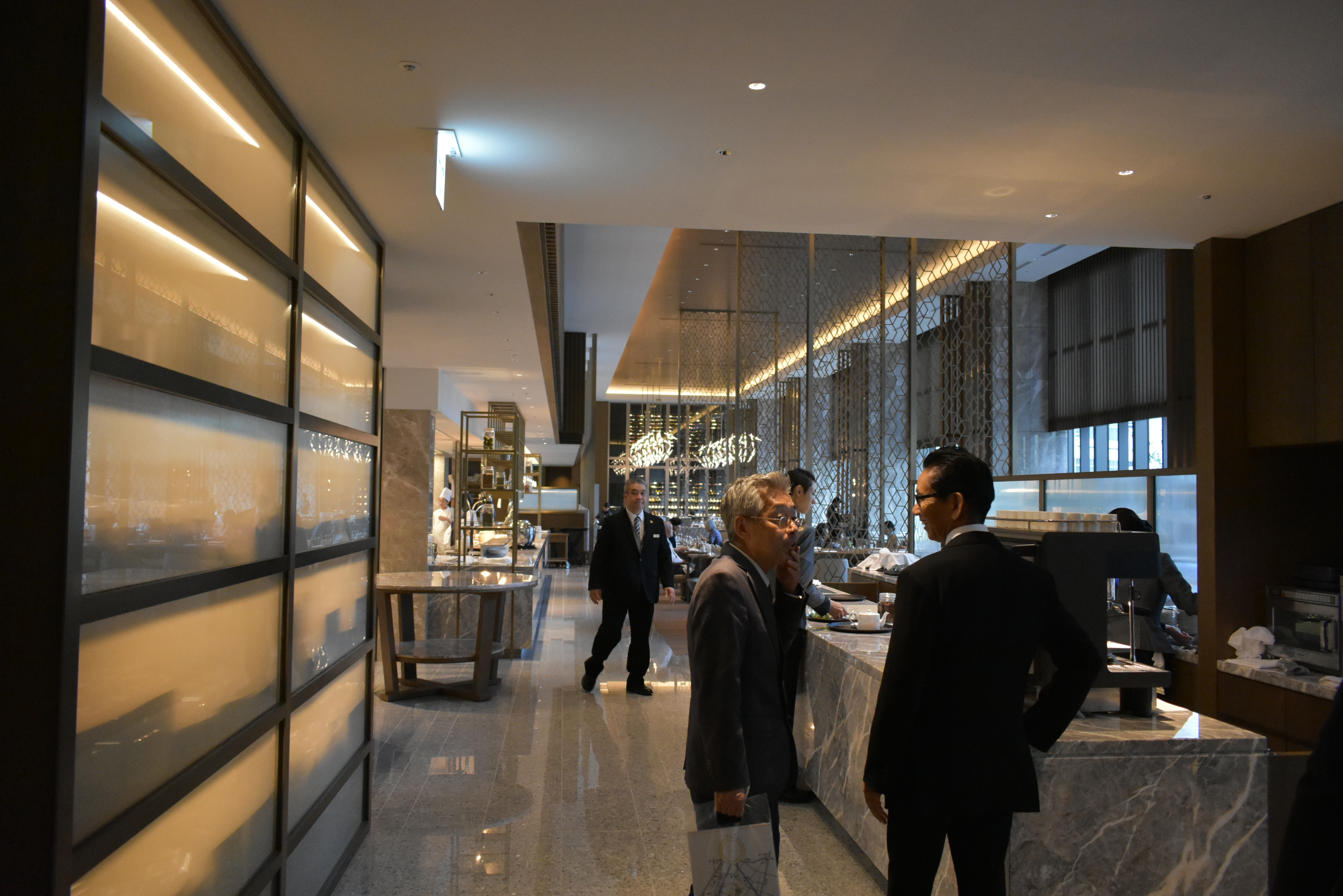
同左、5階 オールデイダイニング「オーキッド」
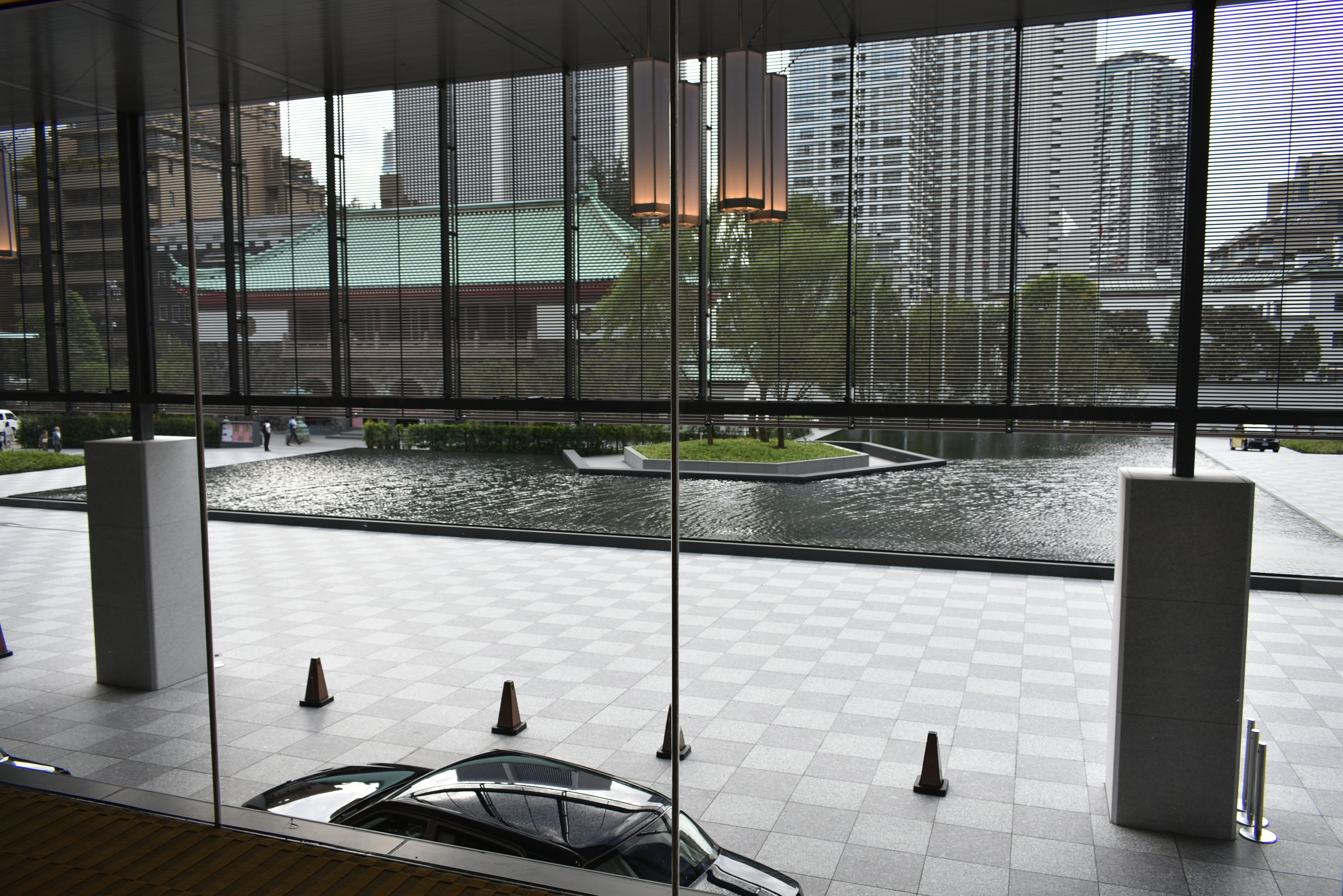
同左、6階 オークラサロンより大倉集古館他を見る

建て替え以前のホテルオークラ（2010年11月12日）
- ホテルロビー
- ホテルロビー
- 大倉集古館

## 問題
2025年4月17日、ホテルオークラ東京など都内の大手ホテルを運営する15社が「Front　Reservation会」と呼ばれる会合にて客室単価などの内部情報を共有していたことがわかり、公正取引委員会が独占禁止法違反（不当な取引制限）の疑いで警告を出す方針を固めたことがわかった。

## ホテルオークラが登場する作品
- 結婚式・結婚式 - 1963年、松竹